# Perdita georgica
Perdita georgica är en biart som beskrevs av Timberlake 1928. Perdita georgica ingår i släktet Perdita och familjen grävbin. Inga underarter finns listade i Catalogue of Life.